# Dynkin-Index
In der Mathematik wird der Dynkin-Index {\displaystyle T_{R}} einer irreduziblen Darstellung R definiert als 
{\displaystyle \mathrm {Spur} (T^{a}T^{b})=\delta ^{ab}T_{R}}
worin {\displaystyle T^{a}} die Erzeugenden der Darstellung sind. Der Begriff trägt seinen Namen zu Ehren des russischen Mathematikers Eugene Dynkin.
Für eine Darstellung {\displaystyle |\lambda |} der Lie-Algebra {\displaystyle g} mit dem höchsten Gewicht {\displaystyle \lambda } wird der Dynkin-Index {\displaystyle \chi _{\lambda }} definiert als
{\displaystyle \chi _{\lambda }={\frac {\dim(|\lambda |)}{2\dim(g)}}(\lambda ,\lambda +2\rho )}
worin der Weyl-Vektor
{\displaystyle \rho ={\frac {1}{2}}\sum _{\alpha \in \Delta ^{+}}\alpha }
gleich der Hälfte der Summe aller positiven Wurzeln von {\displaystyle g} ist. Ist als Spezialfall {\displaystyle \lambda } die größte Wurzel, das heißt,  {\displaystyle |\lambda |} ist die adjungierte Darstellung, so ist der Dynkin-Index {\displaystyle \chi _{\lambda }} gleich der dualen Coxeter-Zahl.